# (24495) Degroff
(24495) Degroff est un astéroïde de la ceinture principale aréocroiseur.

## Description
(24495) Degroff est un astéroïde aréocroiseur découvert le 2 janvier 2001 à la station Anderson Mesa par le programme LONEOS. Il présente une orbite caractérisée par un demi-grand axe de 2,17 UA, une excentricité de 0,36 et une inclinaison de 29,7 par rapport à l'écliptique.

## Compléments